# Kristián Viktor Šlesvicko-Holštýnský
Princ Kristián Viktor (14. dubna 1867 – 29. října 1900), celým jménem Christian Victor Albert Louis Ernst Anton, byl německý, původem dánský princ a vnuk britské královny Viktorie.

## Původ
Princ Kristián se narodil 14. dubna 1867 na hradě Windsor. Jeho otcem byl princ Kristián Šlesvicko-Holštýnský, třetí syn Kristiána, vévody z Augustenborgu, a hraběnky Luisy Žofie z Danneskiold-Samsøe. Jeho matkou byla princezna Helena, páté dítě a třetí dcera britské královny Viktorie a prince Alberta. Jeho rodiče sídlili ve Spojeném království v Cumberland Lodge a princ byl považován za člena britské královské rodiny. Podle patentu z roku 1866 byl stylizován jako Jeho Výsost princ Kristián Viktor Šlesvicko-Holštýnský.
Byl pokřtěn v soukromé kapli na hradě Windsor. Jeho kmotry byli královna Viktorie (jeho babička z matčiny strany), vévoda Augustenburský (jeho dědeček z otcovy strany; zastupoval ho princ Artur), princ z Walesu (jeho strýc z matčiny strany), pruská korunní princezna Viktorie (jeho teta z matčiny strany; zastoupená princeznou Luisou), vévoda Sasko-Kobursko-Gothajský (jeho prastrýc z matčiny strany; zastoupený vévodou z Edinburghu) a princezna Feodora z Hohenlohe-Langenburgu (jeho nevlastní prateta z matčiny strany; zastoupená lady Churchillovou). 

## Vzdělání
Jako první člen královské rodiny místo domácí výuky navštěvoval školu. Studoval na Lambrooku, Wellington College, Magdalen College, Oxford a Royal Military College v Sandhurstu. Jeho babička Viktorie byla velmi potěšena jeho studiem na Wellington College, protože její manžel Albert tuto instituci pomohl před lety založit. Kristián byl několikrát kapitánem kriketového družstva. Zůstává jediným členem britské královské rodiny, který hrál kriket na tak vysoké úrovni.

## Vojenská kariéra
Byl důstojníkem britské armády. V roce 1891 se podílel na expedicích v Hazaře a Miranze, v roce 1892 v Isaze a podílel se také na expedici v Ghaně. Po svém návratu byl povýšen na majora.
Zúčastnil se druhé Búrské války.

## Smrt
V říjnu 1900 v Pretorii onemocněl malárií a 29. října ve věku 33 let zemřel na střevní horečku poté, co v přítomnosti lorda Robertse a prince Františka z Tecku přijal svaté přijímání. Pohřben byl na pretorijském hřbitově 1. listopadu 1900. Jeho hrob je označen žulovým křížem a litinovým zábradlím.

## Vyznamenání

### Britská vyznamenání
- rytíř velkokříže Řádu lázně
- rytíř velkokříže Královského Viktoriina řádu
- Řád za vynikající službu
- Nejctihodnější řád sv. Jana Jeruzalémského
- Medaile diamantového výročí královny Viktorie
- Medaile za všeobecnou službu v Indii
- Hvězda Ašanti
- Královnina súdánská medaile
- Královnina jihoafrická medaile

### Zahraniční vyznamenání
- rytíř velkokříže Řádu červené orlice – Prusko
- rytíř velkokříže Vévodského sasko-ernestinského domácího řádu
- Řád Osmanie I. třídy – Osmanská říše
- Chedivova súdánská medaile

## Vývod z předků
|                                      |                                                                        |  |                                      |                                                          |  |  |  |  |  |  |  | Frederik Kristián I. Šlesvicko-Holštýnsko-Sonderbursko-Augustenburský |
|                                      |                                                                        |  |                                      |                                                          |  |  |  |  |  |  |  |                                                                       |
|                                      | Frederik Kristián II. Šlesvicko-Holštýnsko-Sonderbursko-Augustenburský |  |                                      |                                                          |  |  |  |  |  |  |  |                                                                       |
|                                      |                                                                        |  |                                      |                                                          |  |  |  |  |  |  |  |                                                                       |
|                                      |                                                                        |  |                                      | Šarlota Amálie Šlesvicko-Holštýnsko-Sonderbursko-Plönská |  |  |  |  |  |  |  |                                                                       |
|                                      |                                                                        |  |                                      |                                                          |  |  |  |  |  |  |  |                                                                       |
|                                      | Kristián August II. Šlesvicko-Holštýnsko-Sonderbursko-Augustenburský   |  |                                      |                                                          |  |  |  |  |  |  |  |                                                                       |
|                                      |                                                                        |  |                                      |                                                          |  |  |  |  |  |  |  |                                                                       |
|                                      |                                                                        |  |                                      | Johann Friedrich Struensee, Kristián VII. Dánský         |  |  |  |  |  |  |  |                                                                       |
|                                      |                                                                        |  |                                      |                                                          |  |  |  |  |  |  |  |                                                                       |
|                                      | Luisa Augusta Dánská                                                   |  |                                      |                                                          |  |  |  |  |  |  |  |                                                                       |
|                                      |                                                                        |  |                                      |                                                          |  |  |  |  |  |  |  |                                                                       |
|                                      |                                                                        |  |                                      | Karolina Matylda Hannoverská                             |  |  |  |  |  |  |  |                                                                       |
|                                      |                                                                        |  |                                      |                                                          |  |  |  |  |  |  |  |                                                                       |
|                                      | Kristián Šlesvicko-Holštýnský                                          |  |                                      |                                                          |  |  |  |  |  |  |  |                                                                       |
|                                      |                                                                        |  |                                      |                                                          |  |  |  |  |  |  |  |                                                                       |
|                                      |                                                                        |  |                                      | Frederik Christian Danneskiold-Samsøe                    |  |  |  |  |  |  |  |                                                                       |
|                                      |                                                                        |  |                                      |                                                          |  |  |  |  |  |  |  |                                                                       |
|                                      | Kristián Konrád Danneskioldsko-Samsøeský                               |  |                                      |                                                          |  |  |  |  |  |  |  |                                                                       |
|                                      |                                                                        |  |                                      |                                                          |  |  |  |  |  |  |  |                                                                       |
|                                      |                                                                        |  |                                      | Frederikke Louise von Kleist                             |  |  |  |  |  |  |  |                                                                       |
|                                      |                                                                        |  |                                      |                                                          |  |  |  |  |  |  |  |                                                                       |
|                                      | Luisa Žofie z Danneskiold-Samsøe                                       |  |                                      |                                                          |  |  |  |  |  |  |  |                                                                       |
|                                      |                                                                        |  |                                      |                                                          |  |  |  |  |  |  |  |                                                                       |
|                                      |                                                                        |  |                                      | Frederik Christian Kaas                                  |  |  |  |  |  |  |  |                                                                       |
|                                      |                                                                        |  |                                      |                                                          |  |  |  |  |  |  |  |                                                                       |
|                                      | Henrietta Danneskioldsko-Samsøeská                                     |  |                                      |                                                          |  |  |  |  |  |  |  |                                                                       |
|                                      |                                                                        |  |                                      |                                                          |  |  |  |  |  |  |  |                                                                       |
|                                      |                                                                        |  |                                      | Edele Sofie Kaas Sparre til huset Nedergaard             |  |  |  |  |  |  |  |                                                                       |
|                                      |                                                                        |  |                                      |                                                          |  |  |  |  |  |  |  |                                                                       |
| Kristián Viktor Šlesvicko-Holštýnský |                                                                        |  |                                      |                                                          |  |  |  |  |  |  |  |                                                                       |
|                                      |                                                                        |  |                                      |                                                          |  |  |  |  |  |  |  |                                                                       |
|                                      |                                                                        |  | František Sasko-Kobursko-Saalfeldský |                                                          |  |  |  |  |  |  |  |                                                                       |
|                                      |                                                                        |  |                                      |                                                          |  |  |  |  |  |  |  |                                                                       |
|                                      | Arnošt I. Sasko-Kobursko-Saalfeldský                                   |  |                                      |                                                          |  |  |  |  |  |  |  |                                                                       |
|                                      |                                                                        |  |                                      |                                                          |  |  |  |  |  |  |  |                                                                       |
|                                      |                                                                        |  |                                      | Augusta Reussová z Ebersdorfu                            |  |  |  |  |  |  |  |                                                                       |
|                                      |                                                                        |  |                                      |                                                          |  |  |  |  |  |  |  |                                                                       |
|                                      | Albert Sasko-Kobursko-Gothajský                                        |  |                                      |                                                          |  |  |  |  |  |  |  |                                                                       |
|                                      |                                                                        |  |                                      |                                                          |  |  |  |  |  |  |  |                                                                       |
|                                      |                                                                        |  |                                      | Augustus Sasko-Gothajsko-Altenburský                     |  |  |  |  |  |  |  |                                                                       |
|                                      |                                                                        |  |                                      |                                                          |  |  |  |  |  |  |  |                                                                       |
|                                      | Luisa Sasko-Gothajsko-Altenburská                                      |  |                                      |                                                          |  |  |  |  |  |  |  |                                                                       |
|                                      |                                                                        |  |                                      |                                                          |  |  |  |  |  |  |  |                                                                       |
|                                      |                                                                        |  |                                      | Luisa Šarlota Meklenbursko-Zvěřínská                     |  |  |  |  |  |  |  |                                                                       |
|                                      |                                                                        |  |                                      |                                                          |  |  |  |  |  |  |  |                                                                       |
|                                      | Helena Britská                                                         |  |                                      |                                                          |  |  |  |  |  |  |  |                                                                       |
|                                      |                                                                        |  |                                      |                                                          |  |  |  |  |  |  |  |                                                                       |
|                                      |                                                                        |  |                                      | Jiří III. Britský                                        |  |  |  |  |  |  |  |                                                                       |
|                                      |                                                                        |  |                                      |                                                          |  |  |  |  |  |  |  |                                                                       |
|                                      | Eduard August Hannoverský                                              |  |                                      |                                                          |  |  |  |  |  |  |  |                                                                       |
|                                      |                                                                        |  |                                      |                                                          |  |  |  |  |  |  |  |                                                                       |
|                                      |                                                                        |  |                                      | Šarlota Meklenbursko-Střelická                           |  |  |  |  |  |  |  |                                                                       |
|                                      |                                                                        |  |                                      |                                                          |  |  |  |  |  |  |  |                                                                       |
|                                      | Viktorie Britská                                                       |  |                                      |                                                          |  |  |  |  |  |  |  |                                                                       |
|                                      |                                                                        |  |                                      |                                                          |  |  |  |  |  |  |  |                                                                       |
|                                      |                                                                        |  |                                      | František Sasko-Kobursko-Saalfeldský                     |  |  |  |  |  |  |  |                                                                       |
|                                      |                                                                        |  |                                      |                                                          |  |  |  |  |  |  |  |                                                                       |
|                                      | Viktorie Sasko-Kobursko-Saalfeldská                                    |  |                                      |                                                          |  |  |  |  |  |  |  |                                                                       |
|                                      |                                                                        |  |                                      |                                                          |  |  |  |  |  |  |  |                                                                       |
|                                      |                                                                        |  |                                      | Augusta Reussová z Ebersdorfu                            |  |  |  |  |  |  |  |                                                                       |
|                                      |                                                                        |  |                                      |                                                          |  |  |  |  |  |  |  |                                                                       |